# Serie C (pallamano maschile)
La Serie C era a torneo regionale con girone finale a Roma. Il primo campionato venne svolto nel 1969, finale a 4 squadre a Roma; H.C. Montesacro, H.C. Ass. A.Romana, H.C. Rosmini (Rovereto) e H.C. Giosti (Bologna) classificati nell'ordine, nella finale allo stadio dei Marmi a Roma.
Poi (1972-73) di terzo livello come torneo di iniziazione alla pallamano della Categoria Seniores.

Quindi a partire dalla stagione (1977-78) veniva seguito dall'organizzazione del nuovo Campionato Nazionale di Serie D, ovvero quarto livello del Campionato italiano di pallamano maschile. 

Era organizzato dalla Federazione Italiana Giuoco Handball; esso si è svolto dalla stagione 1972-73 fino alla stagione 2011-12 con questa scansione di livelli nelle divisioni nazionali: fino al 1985-86 come III° livello, dal 1986-87 al 2004-05 compresi come IV° livello e dal 2009-10, anno di ultima disputa prima della soppressione dello stesso, come V° nonché ultimo livello del Campionato italiano di pallamano maschile.

A tutto il 2012, continuativamente dalla prima stagione 1972-73,  le edizioni del torneo disputate sono state 38.

Attualmente il torneo è stato soppresso.

## Denominazione
Nel corso delle varie stagioni il torneo ha assunto le seguenti denominazioni:
- Dalla stagione 1982-83 alla stagione 1985-86: Serie D
- Dalla stagione 1986-87 alla stagione 2009-10: Serie C
- Dalla stagione 2011-12 alla stagione 2019-20: Serie B

## Albo d'oro
L'albo d'oro della categoria viene registrato a partire dalla stagione 1997-98 con la pubblicazione dell'annuario della FIGH.
| Edizione    | Club Promossi                         | Club Retrocessi                       |
| ----------- | ------------------------------------- | ------------------------------------- |
| Serie C     |                                       |                                       |
| 1997 - 1998 | Per i dettagli vedere pagina apposita | Per i dettagli vedere pagina apposita |
| 1998 - 1999 | Per i dettagli vedere pagina apposita | Per i dettagli vedere pagina apposita |
| 1999 - 2000 | Per i dettagli vedere pagina apposita | Per i dettagli vedere pagina apposita |
| 2000 - 2001 | Per i dettagli vedere pagina apposita | Per i dettagli vedere pagina apposita |
| 2001 - 2002 | Per i dettagli vedere pagina apposita | Per i dettagli vedere pagina apposita |
| 2002 - 2003 | Per i dettagli vedere pagina apposita | Per i dettagli vedere pagina apposita |
| 2003 - 2004 | Per i dettagli vedere pagina apposita | Per i dettagli vedere pagina apposita |
| 2004 - 2005 | Per i dettagli vedere pagina apposita | Per i dettagli vedere pagina apposita |
| Serie B     |                                       |                                       |
| 2005 - 2006 | Per i dettagli vedere pagina apposita | Per i dettagli vedere pagina apposita |
| 2006 - 2007 | Per i dettagli vedere pagina apposita | Per i dettagli vedere pagina apposita |
| 2007 - 2008 | Per i dettagli vedere pagina apposita | Per i dettagli vedere pagina apposita |
| 2008 - 2009 | Per i dettagli vedere pagina apposita | Per i dettagli vedere pagina apposita |
| 2009 - 2010 | Per i dettagli vedere pagina apposita | Per i dettagli vedere pagina apposita |
| 2010 - 2011 | Per i dettagli vedere pagina apposita | Per i dettagli vedere pagina apposita |
| 2011 - 2012 | Per i dettagli vedere pagina apposita | Per i dettagli vedere pagina apposita |